# Reparje
Reparje este o localitate din comuna Cerknica, Slovenia, cu o populație de 13 locuitori.